# Eu și bunicul
Eu și bunicul (în maghiară Én és a nagyapám) este un film maghiar color din 1954, regizat de Viktor Gertler. Filmările au fost realizate la Dunaújváros (atunci: Sztálinváros), Almásfüzitő și la gara Szépjuhászné⁠(d) (atunci: Ságváriliget) de pe calea ferată a copiilor Gyermekvasút⁠(d) din Budapesta (atunci: Budapesti Úttörővasút).

## Rezumat
Acțiunea filmului are loc într-un oraș din Ungaria, după instaurarea regimului comunist, unde migrează mai multe persoane din mediul rural, printre care Berci Tóth cu bunicul său bețiv și familia Daru. Berci este mai deștept și mai descurcăreț decât alți copii și se împrietenește doar cu fetița Kati Daru. Cei doi copii devin prieteni și se integrează încet-încet în noua comunitate școlară ca să ajungă amândoi pionieri.

## Distribuție
- Kálmán Koletár — Berci Tóth
- Gyula Gózon — bunicul
- Éva Ruttkai — mătușa Margareta
- Samu Balázs — Vencel Králik
- Magda Vígh — Kati Daru
- Éva Kelemen — Daruné
- György Bikády — Daru
- Gábor Balassa — Oszoli
- Endre Gyárfás — Misi
- Tamás Ferkai — Kubicska
- László Csorba — Bakos
- Gábor Rajnai — bunicul Zách
- Sándor Pethes — Kefehajú
- Gábor Agárdy — profesor
- György Bárdy
- László Hlatky
- Zoltán Basilides